# Pareumenes medianus
Pareumenes medianus är en stekelart som först beskrevs av Smith.  Pareumenes medianus ingår i släktet Pareumenes och familjen Eumenidae. Inga underarter finns listade i Catalogue of Life.